# Springbank Island
Springbank Island är en ö i Australien. Den ligger i territoriet Australian Capital Territory, i den sydöstra delen av landet.
Runt Springbank Island är det i huvudsak tätbebyggt. Runt Springbank Island är det tätbefolkat, med 356 invånare per kvadratkilometer. Genomsnittlig årsnederbörd är 990 millimeter. Den regnigaste månaden är februari, med i genomsnitt 169 mm nederbörd, och den torraste är maj, med 39 mm nederbörd.